# Dziedziczenie mitochondrialne
Dziedziczenie mitochondrialne – dziedziczenie informacji genetycznej zawartej w genomie mitochondrialnym (mtDNA). Dziedziczenie to nie odbywa się zgodnie z prawami Mendla.
U ssaków i ptaków mitochondria wraz ze znajdującym się w nich mtDNA dziedziczone są niemal wyłącznie w linii matczynej (żeńskiej), ponieważ wszystkie lub niemal wszystkie pochodzą z oocytu. Bardzo nieliczne (jeśli w ogóle) są przekazywane w plemniku, a ponadto te pochodzące od ojca (wraz z zawartym w nich mtDNA) są niszczone we wczesnych fazach rozwoju zygoty. Zatem geny mitochondrialne są przekazywane przez matkę potomstwu obu płci. Taki wzór dziedziczenia obserwuje się też w chorobach mitochondrialnych – związanych z mutacjami w genomie mitochondrialnym. Jak dotąd u ludzi opisano tylko jeden przypadek dziedziczenia genomu mitochondrialnego po ojcu. W genomie mitochondrialnym ssaków nie obserwuje się też rekombinacji. Sposób dziedziczenia genomu mitochondrialnego pozwala na wykorzystywanie go w badaniach nad ewolucją.
Istnieje także sposób dziedziczenia nazwany „podwójnie uniparentalnym” który został zaobserwowany u małż omułek (Mytilus edulis). Dziedziczenie mitochondrialne nie występuje u Cryptosporidium, bo te nie mają DNA w mitochondriach.
Przed podziałem komórki mitochondria 'rozmnażają się’ przez podział replikując uprzednio swój wewnętrzny genom. Podczas podziału komórki mitochondria rozdzielane są losowo do potomnych komórek. Różne mitochondria w tej samej komórce mogą zawierać różniące się od siebie cząsteczki mtDNA, nawet w pojedynczym mitochondrium nie wszystkie cząsteczki są jednakowe (heteroplazmia).